# Расселл, Келли
Келли Расселл (англ. Kelly Russell, родилась 7 декабря 1986 года в Торонто) — канадская регбистка, игрок женской сборной Канады по регби-7, бронзовый призёр Олимпиады в Рио-де-Жанейро.

## Биография

### Личная жизнь
Родители — Сэнди, в прошлом регбист, и Джуди. Есть старшая сестра Дженниферр и младшая сестра Лора (капитан сборной Канады по регби-15). Собирает магнитики, в путешествия всегда берёт с собой полотенце с канадским флагом — подарок от матери, полученный после дебюта за сборную Канады до 19 лет.

### Регбийная карьера
Регби занялась в возрасте 14 лет, хотя и до этого смотрела матчи. Окончила университет Западного Онтарио в 2009 году по специальности «биоархеологическая антропология». Выступала за клуб «Торонто Номадс», дебютировала в сборной по классическому регби в 2007 году. В 2008 году дебютировала в сборной по регби-7 на турнире в Гонконге, участвовала в составе сборной Канады на чемпионате мира по регби-7 в ОАЭ в 2009 году. Дважды участница чемпионатов мира по регби-15 в 2010 и 2014 году, оба раза попадала в символические сборные (в 2014 году стала серебряным призёром).
С 2011 по 2014 годы Расселл была капитаном сборной Канады по регби-15 и в 2013 году выиграла с ней Кубок наций, получив также титул лучшей регбистки Канады в регби-15 по итогам 2013 года и выйдя в финал голосования регбистки года 2014 года по версии IRB. Выступала на чемпионате мира по регби-7 в России в 2013 году и стала серебряным призёром в составе сборной Канады. В 2014 году выступала на чемпионате мира во Франции со своей сестрой Лорой. В 2015 году в составе сборной по регби-7 выиграла Панамериканские игры в Торонто, занеся 5 попыток и набрав итого 27 очков.
В сезоне 2015/2016 она была признана самым ценным игроком этапа Мировой серии по регби-7 во французском Клермон-Ферране, который сборная Канады выиграла. В 2016 году стала бронзовым призёром Олимпиады в Рио-де-Жанейро.